# Diphyus pleuratorius
Diphyus pleuratorius är en stekelart som först beskrevs av Per Abraham Roman 1936.  Diphyus pleuratorius ingår i släktet Diphyus och familjen brokparasitsteklar. Inga underarter finns listade i Catalogue of Life.